# Оборона Борисова
Оборо́на Бори́сова — боевые действия 30 июня — 3 июля 1941 сводного отряда Борисовского гарнизона и 1-й Московской дивизии в районе Борисова и восточнее города вдоль шоссе Минск—Москва, часть Белорусской стратегической оборонительной операции.
Действия советских войск позволили задержать продвижение 18-й танковой дивизии вооружённых сил нацистской Германии (вермахт) на Оршу и дали возможность развернуть оборону второго стратегического эшелона Красной армии в верхнем течении Днепра.

## Предшествующие события
После окружения и разгрома сил Западного фронта ударные части вермахта открыли себе путь на Смоленск вдоль шоссе Минск-Москва. Ближайшей крупной водной преградой здесь была река Березина с мостами у Борисова, Веселова и Ухолоды. Переход немцев через Березину ставил под угрозу планы развёртывания сил второго стратегического эшелона Красной армии на рубеже Орша-Могилёв.
Однако разрыв между первым эшелоном РККА (почти целиком окруженным западнее Минска) и вторым эшелоном (сосредотачивался на рубеже рек Западная Двина, Днепр) привёл к тому, что на рубеже Березины противника сдерживали импровизированные отряды: курсанты училищ - Лепельского артиллерийско-миномётного, Борисовского танкотехнического, Бобруйского военно-тракторного, и даже конвой НКВД (у Березино на Могилёвском шоссе).
Пока основные силы немецкого 39-го мотокорпуса 3-й тг, наступавшие от Вильнюса, штурмовали Минск и захватили его 28 июня силами 20-й тд, 12-й тд, 20-й мд, его 7-я тд 27 июня обошла Минск с севера и прорвалась к Смолевичам на Московское шоссе восточнее Минска в 35 км от Борисова. Однако начать серьёзное наступление на Борисов 7-я тд не могла: она сама подвергалась атакам советских войск со всех сторон.

Историк Алексей Исаев приводит запись из журнала боевых действий немецкой 3-й тг:
Вечером 29 июня 7-я тд восстановила связь со своими тылами после того, как она в течение 48 ч была отрезана и вынуждена была держать круговую оборону….
С юга на Минск двумя танковыми дивизиями (17-й и 18-й) наступал 47-й мотокорпус 2-й тг (третья дивизия корпуса, 29-я моторизованная, осталась сражаться с окруженными советскими войсками Белостокского котла). Задержанный боями у Барановичей мотокорпус вышел к Минску только 29 июня. Немецкое командование сместило к северу полосу разграничения между 2-й тг и 3-й тг, теперь Борисов относился к полосе наступления 47-го мк. В итоге 7-я тд передислоцировалась в район Зембина (20 км севернее Борисова) и начала подготовку к наступлению на Витебск.
Вечером 30 июня в район борисовских переправ вышла немецкая 18-я тд генерал-майора В. Неринга (к Ново-Борисову на западном берегу р. Березина). Немецкая 17-я тд вечером 29 июня получила приказ остаться на позициях южнее Минска для обеспечения южного фаса нового Минского котла.
Стратегическое значение Борисова

Оно обуславливалось проходящим через него шоссе на Москву. Бетонный мост через Березину у Борисова на этом шоссе был для немцев лакомым куском. Поначалу немецкая воздушная разведка сообщала о нем как о разрушенном. Однако вскоре эта ошибка была исправлена. И 18-я тд 47-го корпуса получила приказ захватить переправы в районе Борисова и образовать плацдарм на восточном берегу реки. Историк Алексей Исаев пишет в книге "Неизвестный 1941":
С точки зрения устойчивости советской обороны на рубеже Березины проще всего было бы взорвать мост. Он действительно был подготовлен к взрыву, но сделать это предполагалось только по особому распоряжению. Фронтовое командование все еще надеялось использовать борисовскую переправу для отходивших из-под Минска частей. Хороший прочный мост обещал как быстроту переправы, так и возможность переправить тяжелую технику, в том числе танки. 

## Советские войска в районе Борисова

### Сводный отряд Борисовского училища
Борисов и предмостное укрепление обороняла сводная дивизия из войск гарнизона Борисова. Она состояла из:
- курсантов Борисовского бронетанкового училища (начальник училища и комендант Ново-Борисова — корпусной комиссар Иван Сусайков, начштаба обороны города полковник Александр Лизюков)
- войск НКВД по охране железной дороги и ж/д моста
- отступающих подразделений войск Западного и Северо-Западного фронтов (в частности, остатки советской 5-й танковой дивизии, отступавшей от Вильнюса).

В Борисов для организации обороны города прибыл начальник отдела кадров Западного ОВО генерал-майор Михаил Алексеев, но о его действиях ничего не известно.
Личный состав Борисовского танкотехнического училища составлял около 400 курсантов и преподавателей. На 30 марта 1941 года, при переформировании училища из кавалерийского в танковое, в нём числилось 7 танков БТ-2, 10 БТ-5, 4 БТ-7 и 35 танкеток Т-27; на 25 апреля — 22 БТ и 18 Т-27.

Катастрофическое начало войны поставило гарнизон Борисова и командование танкового училища в условия информационного вакуума. В отчёте Сусайков писал: 
Командование училища 23-26 июня от штаба фронта сведений о противнике не получало. Училищу задача поставлена не была. Обнаружить местопребывание штаба не удалось. Случайные и отрывочные сведения о противнике получали исключительно от военнослужащих, которые беспорядочной толпой тянулись по автомагистрали на восток.
В этой ситуации Сусайков проявил инициативу - к обороне города приступили силами личного состава училища и горожан. Они вырыли 7 км противотанковых рвов. На берегах Березины начали создавать укреплённые пункты и секторы обороны.
Из курсантов и преподавателей училища создали заградотряды - они задерживали отступающих военных, формировали из них сводные отряды, включали их в оборону города. Среди оказавшихся в городе командиров был и полковник Лизюков, возвращавшийся из отпуска.
В поисках информации о противнике Сусайков организовал разведку. На бронеавтомобилях разведчики действовали в радиусе до 30-40 км, вплоть до встречи с авангардами противника.
В 10.00 26 июня через почтовую станцию Борисова сообщили - у Логойска появилась мотоколонна и танки противника. В это же время пропала связь с Оршей и Минском. По приказу Сусайкова училище подняли по тревоге, курсанты вышли из военного городка Печь и развернулись в лесу на восточном берегу Березины. Затем училище перешло на штатный расчет стрелкового полка 16-ротного состава (четыре батальона). В его состав включили сводный пятый батальон, сформированный из идущих с запада бойцов и командиров.

26 июня связь со штабом фронта была восстановлена. Сусайкова назначили начальником гарнизона и ответственным за оборону города, а начштаба - Лизюкова. В приказе Западного фронта говорилось:
Вы ответственны за удержание Борисова и переправ. Как крайний случай, при подходе к переправам противника переправы взорвать, продолжая упорную оборону противоположного берега. На переправу от Зембин к свх. Веселово выслать мотоотряд с подрывным имуществом с задачей: подготовить переправу к взрыву, упорно оборонять и при подходе противника капитально взорвать. Вам поручается выполнить то же с переправой у Чернявка (юго-восточнее Борисова).
27 июня командование создало четыре боевых участка обороны:
- Участок № 1 возглавил полковник Белый;
- Участок № 2 (Борисов) — полковник М. Д. Гришин;
- Участок № 3 — подполковник Мороз;
- Участок № 4 — майор Кузьмин[5].

К 30 июня Борисовский гарнизон насчитывал 6876 человек, «кроме частей 108-й сд» (585-й гаубичный артполк, около 600 человек), всего около 7500 человек. Основные силы размещались в Борисове - два сводных стрелковых полка, 585-й гаубичный артполк, дивизион 76-мм орудий 575-го артполка, два дивизиона 76-мм зениток, миномётная и пулемётная роты, танковый отряд. Приказом № 2 по Борисовскому гарнизону от 28 июня отрядам предписывалось «упорной обороной не дать противнику форсировать р. Березина, при полном истощении сил и средств переправы капитально взорвать, продолжая упорную оборону».

Сусайков не питал иллюзий относительно сил, которые оказались в его распоряжении. 28 июня он докладывал:
Гарнизон, которым я располагаю, имеет сколоченную боевую единицу только в составе бронетанкового училища (до 1400 человек). Остальные бойцы и командиры — сбор «сброда» из деморализованных паникёров тыла, командиры из тыла, следующие на поиски своих частей из командировки, отпуска, с лечения. Плюс значительный процент приставших к ним шпионов, диверсантов. Все это делает гарнизон Борисова небоеспособным. 

### 1-я Московская мотострелковая дивизия
30 июня 1941 года авиаразведка Западного фронта сообщила о движении немецких мотоколонн в направлении на Борисов. Для сдерживания противника 30 июня комфронта Дмитрий Павлов приказал перебросить к Борисову 1-ю Московскую мотострелковую дивизию полковника Якова Крейзера. Её задача — занять позицию на 50-км фронте по восточному берегу Березины, войти в подчинение штабу 44-го стрелкового корпуса Василия Юшкевича.
На 24 июня 1-я мотострелковая дивизия насчитывала 10 955 человек личного состава, 205 танков БТ-7М (к Борисову отправили 177 БТ ), 24 плавающих танка Т-37/Т-38 и 39 бронемашин. Автотранспортом и артиллерией соединение было укомплектовано почти полностью. Позже 1 мсд получила 10 тяжёлых танков КВ (прибыли в район боёв к 3 июля) и 30 танков Т-34 (прибыли к 6 июля).
Сосредоточение 1-й мд и занятие ею обороны на Березине началось во второй половине дня 1 июля - непосредственно перед боестолкновением с немцами.
По воспоминаниям Крейзера, 6-й мотострелковый полк с танковым батальоном и артдивизионом встал севернее Борисова у совхоза Веселово, два мотострелковых батальона 175-го полка и танковый батальон разместились позади позиций танкового училища на автостраде Минск-Москва восточнее Борисова, еще один мотострелковый батальон прикрывал переправу через Березину южнее города у дер. Большие Ухолоды. Один танковый батальон оставался в резерве.
Так 1-я мсд заняла позиции позади курсантов Борисовского училища. Сам Борисов и мосты через Березину обороняли войска Борисовского гарнизона.

Военный историк Алексей Исаев пишет, что между Сусайковым и Крейзером были «определённые трения» и что части полнокровной дивизии «прятались» в тылу курсантов.
Свежее и хорошо укомплектованное соединение из Московского военного округа было серьезной силой. Однако с самого начала построения обороны возникли определенные трения между командованием гарнизона города и прибывшими «варягами». Крейзер вспоминал: « С Сусайковым мы договорились, что 175-й полк лучше расположить за батальонами училища (во втором эшелоне), чтобы создать более глубокую оборону». Неясно, с чем это связано, но фактически оборона на самом главном участке оказалась доверена курсантам и «сброду», а не регулярным частям. Это не могло не сказаться и, безусловно, сказалось на обороне города.

## Действия сторон

### Бои за Борисовские переправы 1 июля
Первыми столкнулись с немцами высланные на запад от Борисова разведчики. В 16.30 1 июля движущиеся навстречу друг другу советские и немецкие танки сталкиваются западнее Ново-Борисова. Вспыхивает короткое, но ожесточенное танковое сражение. Немецкой стороной в нем заявлено уничтожение 20 советских танков, захват 8 полевых и 4 зенитных орудий. Вечером 1 июля авангард дивизии Неринга входит в Ново-Борисов.
Поздно вечером 1 июля 18-я тд натолкнулась на подготовленные позиции войск Борисовского гарнизона. Новый комфронта Еременко приказал Сусайкову разрушить важнейшие мосты, прежде чем они попадут в руки немцев.
Чтобы захватить мосты, из состава немецкой 18-й тд сформировали боевую группу майора Теге: батальон танков, мотоциклисты и разведчики при поддержке артиллерийского и зенитного дивизионов. С первой попытки боевая группа не смогла выбить русских с небольшого плацдарма на западном берегу Березины.

В течение вечера 1 июля, ночи и раннего утра 2 июля части 18-й тд вели бой за мост и плацдарм. Сюда подошли 52-й пехотный полк и дополнительные танковые части, взвод пехоты пробился через оборону русских и штурмовал автодорожный мост, застав врасплох команду минёров, прежде чем те успели активизировать свои взрыватели. Исаев не исключает, что роль   в быстром захвате моста сыграли диверсанты «Бранденбурга». Еременко указывает в мемуарах на "нерадивость" саперов: 
…мною было отдано приказание о взрыве моста. Однако те, кому надлежало его выполнить, не сумели это сделать. Мне докладывали потом, что это серьёзное упущение объяснялось техническими причинами. При более детальном изучении вопроса оказалось, что речь шла о нерадивости в выполнении приказания.

Крейзер пишет о мощных бомбовых ударах и подрывных шнурах, порванных танками: 
Командование фронта подготовило мост к взрыву. У моста дежурила группа подрывников, а момент взрыва всё оттягивался, так как командование фронта рассчитывало использовать Борисовскую переправу для пропуска отходящих из района Минска наших войск.

После мощных бомбовых ударов и огня артиллерии немецкие танки на больших скоростях подошли к мосту, гусеницами порвали шнуры для дистанционного подрыва, перебили сапёров и с ходу прорвались на восточный берег Березины. Здесь их встретил огонь курсантов и 175-го мотострелкового полка. Противник понёс потери, но сумел овладеть восточной частью Борисова, захватив плацдарм на левом берегу Березины, и на одном из участков потеснил 175-й мотострелковый полк….
Приказом Западного фронта от 7 июля за потерю моста в Борисове приговорен к расстрелу майор Ф. Н. Уманец. Подполковник С. П. Иванов, начальник оперативного отдела штаба 13-й А вспоминал, что команду сапёров возглавлял капитан Воликов.

### Расширение немецкого плацдарма, 2 июля
2 июля немецкая 18-я тд полностью заняла Борисов, расширив плацдарм на восточном берегу р. Березина. Командующий 13-й А генерал-лейтенант Филатов, который только что вышел из окружения и днём 1 июля получил командование над войсками на Оршанском и Могилёвском направлениях, доложил: «прорыв танков в районе Борисов ликвидировать не могу ввиду отсутствия сил».

Корпусной комиссар И. З. Сусайков докладывал в штаб фронта (донесение датировано 13.00 2 июля): 
Прошу: а) Во что бы то ни стало выслать в моё распоряжение хотя одну эскадрилью истребителей, ибо основные потери и, главное, паника наносится авиацией противника, которая, пользуясь отсутствием авиации на нашем участке, работает всё время на бреющих полетах почти безнаказанно. Имеющаяся в моём распоряжении бригада противовоздушной обороны оказалась очень малоэффективной и к тому же за последние 2 дня имеет много потерь.
б) Убедительно прошу о срочной выброске сколоченного соединения, ибо собранные мною люди тут и сведенные в части мало боеспособны и в бою недостаточно упорны.

Рассчитывать на подход 50-й сд могу только несколько позже, ибо противник сковывает её и она сама имеет потери в материальной части. Прибывшая мотострелковая дивизия, несмотря на неоднократные мои требования, вчера и сегодня участия в боях не принимала.
К исходу 2 июля немецкая 18-й тд расширила плацдарм в районе Борисова до 8 км в глубину и 12 км в ширину.

Защитники Борисова отошли от города, образовав полукольцо обороны, опиравшееся флангами на Березину. Алексей Исаев пишет:
Разыгралось типичное для 1941-го сражение за плацдарм. В нем участники сражения на время менялись местами. Обороняющиеся, т. е. советские войска, были вынуждены контратаковать, стремясь всеми силами ликвидировать плацдарм. Наступающие, т. е. немцы, отражали атаки, наносили потери и расширяли плацдарм. Ликвидация вражеского плацдарма была скорее редким исключением, нежели правилом.

### Контрудар на Борисовский плацдарм 3 июля
После полудня 3 июля немцы перехватили советскую радиограмму, где приказывали провести в 15:30 (по берлинскому времени, 14.30 по московскому) танковую атаку на Березино. Командир 2-й тг Гудериан только что осмотрел Борисовский плацдарм, который 18-я тд Неринга расширила, продвинувшись ещё на 24 км. После перехвата Гудериан привёл в состояние повышенной боеготовности немецкие части в Борисове. Под вечер 3 июля из-под Минска для укрепления Борисовского плацдарма прибыла боевая группа из состава 17-й тд Вебера.
Люфтваффе предупредили Неринга о продвигающихся к Борисову многочисленных колоннах советской мотопехоты у главного шоссе и сильной моторизованной колонне численностью более 100 танков, где отмечено много тяжёлых, ранее неизвестных.
3 июля 1-я мсд атаковала позиции 18-й тд восточнее Борисова - у Лошницы. В бой пошел 12-й танковый полк, поддержанный танками КВ (все с 76-мм пушками), на флангах их прикрывали моторизованные полки. С воздуха контратаку поддержал 3-й авиакорпус дальнебомбардировочной авиации и 213-й и 214-й бомбардировочные полки.
Сначала атака с мощными танками произвела смятение в рядах немцев. Однако бомбовые удары с воздуха и 88-мм зенитные орудия, стреляющие бронебойными снарядами, остановили атаку Крейзера. В журнале боевых действий немецкого 47-го мк указывалось: «В 15.00 враг, потеряв большое число танков, отходит. Во время русского контрудара из 16 атакующих тяжелых 45-тонных танков были уничтожены 7».
Отдельно советские танкисты отметили налет пикирующих бомбардировщиков 8-го авиакорпуса Рихтгофена: "безраздельное господство вражеской авиации. Временами до 60–70 самолетов висели над полем боя: бомбили и расстреливали с крутого пике, поражали цели на выбор". Особенно досталось даже не танкам: большие потери в бою понес артполк дивизии Крейзера и ее автотранспорт.
В ночь на 4 июля Крейзер отвел дивизию к востоку за реку Начу, заняв новые оборонительные позиции на фронте в 24 км к северу и югу от местечка Крупки. Сражение за Борисов завершилось, далее 1-я мд вела сдерживающие действия на шоссе на Москву.

## Последующие события

### Подвижная оборона 1 мсд
Основой действий дивизии стала тактика подвижной обороны. Днём дивизия действовала на фронте шириной до 20 км. И заняв удобные рубежи, использовала все огневые средства, чтобы сдерживать танки противника. Так немцы были вынуждены были разворачиваться в боевые порядки и замедлять движение. Вечером под прикрытием темноты дивизия отходила на 10-12 км - до нового удобного рубежа обороны. При господстве вражеской авиации такая тактика позволила избежать непоправимых потерь, неизбежных на постоянных рубежах обороны. А стремительные маневры вводили противника в заблуждение, не давая ему обойти порядки дивизии, что было излюбленной тактикой немецких танковых командиров в начальный период войны.
Активность Красной армии не осталась незамеченной. Начальник Генштаба Гальдер 5 июля записал: 
Главком Браухич сообщил, что 18-я тд понесла большие потери в лесном бою

Тем не менее, на реке Наче удержаться «пролетарке» надолго не удалось. Очередной акт драмы разыгрался 4 июля. К тому моменту практически вся артиллерия 1-й мсд была выбита вражеской авиацией. Алексей Исаев пишет: 
Танков БТ осталось 25. По прибытии 9 танков КВ была организована контратака. Однако КВ не имели бронебойных снарядов и выбивать вражеские танки не могли. Из 7 КВ, участвовавших в контратаке, 5 танков не вернулись с поля боя. Один был «прибуксирован», один взорван, три остались на территории противника. 
Неудача контратаки и натиск противника заставила «пролетарку» отходить на следующий рубеж обороны - реку Бобр.
Однако прибывший в войска в ночь на 5 июля новый комфронта маршал Тимошенко настаивал на более активных действиях. В своей Директиве № 16 (согласно которой проводился контрудар на Лепель) он приказал 1-й мсд, которую должны были усилить танковым полком, нанести новый удар на Борисов и захватить переправы через р. Березина. В случае успеха мехкорпусов, наступавших на Лепель, 1-я мсд должна была развивать удар в северном направлении на Докщицы.

### Бои заТолочин6–9 июля
К 5 июля 1-я мсд понесла серьёзные потери в людях и технике, в её составе осталось не более 40 танков. 6 июля дивизии Крейзера придали 115-й тп из состава 57-й танковой дивизии (на 1 июля около 56 лёгких танков Т-26 и БТ, ему подчинён батальон Орловского танкового училища: 6 тяжёлых КВ, 27 средних Т-34, 3 БТ).
Всего у "пролетарки" на вооружении оказалось 100–120 исправных танков.
6 июля 1-я мсд и отряд Сусайкова перешли в наступление, но у Т-34 не было бронебойных снарядов, способных поражать немецкие танки. После контратаки противника они отошли на рубеж р. Кривая восточнее Толочина. Здесь был взорван мост, несколько танков, пытаясь преодолеть р. Друть, завязло в болотистой пойме. Командир 44-го ск Юшкевич писал в 23.00 6 июля:
1-я мпд, танковое училище и отряд Гришина сильно устали, нуждаются в отдыхе и приведению их в порядок. Прошу их действия поддержать авиацией, а для танков Т-34 выслать бронебойные 76-мм снаряды.
7 июля 1-ю мсд усилили мотострелковым батальоном из состава 57-й тд и двумя батареями 152-мм гаубиц. Она вновь вступила в бой за Толочин, но снова по итогам дня отошла на рубеж р. Кривая. Гудериан пишет:
7 июля я посетил 47-й танковый корпус, чтобы разъяснить планы форсирования Днепра. По дороге в корпус я осмотрел трофейный русский бронепоезд. Затем поехал в штаб корпуса в Наче (30 км восточнее Борисова), оттуда в Толочин в 18-ю тд, которая вела бои с русскими танками. Нерингу указал на важность овладения районом Коханово, западнее Орши, и ликвидации предмостных укреплений русских для успеха предстоявших операций.

О боях 8–9 июля Крейзер вспоминал:
8 июля началась атака дивизии, охватившей этот пункт боевым порядком. Наш удар был неожиданным. В результате короткого ожесточённого боя противника выбили из Толочина, взято в плен 800 солдат и офицеров, захвачено 350 автомашин и знамя 47-го берлинского танкового корпуса. Дивизия в течение суток удерживала город. Затем враг, подтянув свежие силы, обрушил на нас мощные удары авиации и артиллерии. 8-9 июля Толочин дважды переходил из рук в руки.
К 20.00 9 июля 1-я мсд отошла на рубеж обороны Коханово, имея значительные потери в личном составе и технике. И если до этого дивизия могла обороняться на широком фронте до 35 км, то теперь её боевые возможности свелись к обороне лишь на главном направлении вдоль шоссе Минск-Москва.

Однако и противник дивизии из-за отсутствия здесь других дорог, пригодных для манёвра, не мог совершить глубокий обход или охват её флангов.
В журнале боевых действий 47-го тк немцев за 8 июля говорилось:
18-я тд, отразив мощные атаки противника, медленно движется к Коханово, преодолевая сопротивление ожесточенно сражающегося врага, постоянно переходящего в контратаки при поддержке артиллерии. В 18.00 она выходит в район севернее Коханово и западнее М. Гальцево.
Таким образом, продвижение 18-й тд вермахта за 8 июля составило не более 3–4 км.

## Итоги сражения
В результате боевых действий в районе Борисова переправа через Березину досталась немцам. Даже своевременным вводом свежего соединения (1-й мсд) предотвратить развитие наступления вдоль шоссе на Оршу командованию Западного фронта не удалось. Выиграть за счёт сдерживающих действий 1-й мсд удалось не более двух-трех суток. Прорвавшиеся у Борисова немецкие части активно участвовали в сражении у Сенно-Лепеля, существенно изменив соотношение сил в нём.
Противник даже не стал менять планы форсировать Днепр 10–11 июля, включая форсирование силами 47-го мк (17-й, 18-й танковой и 29-й моторизованной дивизиями).

Отряд Сусайкова, как и большинство импровизированных «групп», просуществовал недолго. 11 июля наконец выполнили указание Генштаба от 3 июля - Борисовское танковое училище было выведено с фронта и отправлено в тыл, в Саратов, где стало 3-м Саратовским танковым училищем, занятия возобновились уже 24 июля. За период боев - с 23 июня по 11 июля - училище потеряло 192 человека убитыми и пропавшими без вести, 68 человек получили ранения, т. е. потери составили половину личного состава. О судьбе Сусайкова пишет Алексей Исаев: 
Своего рода «послевкусием» боев за Борисов стало боевое распоряжение штаба Западного фронта от 4 июля, где давалась жесткая оценка истории с захватом бетонного моста на шоссе Минск-Москва: «По преступной халатности командования и войсковой части, оборонявшей Борисов, не был взорван мост через р. Березина, что дало возможность танкам врага прорваться через столь серьезную водную преграду». Неназванной прямо «частью» был борисовский гарнизон во главе с Сусайковым. Соответственно приказывалось «срочно расследовать обстоятельства», при которых произошла потеря моста. Подробности и результаты этого расследования автору неизвестны. Однако тот факт, что ни Сусайков, ни Лизюков не отправились на Дальний Восток, а то и в небытие, говорит об отсутствии оргвыводов по итогам расследования.

Энергичный Сусайков в тылу не остался. С апреля 1942 г. он стал членом Военного совета Брянского фронта, позднее занимал ту же должность на Воронежском, Степном и 2-м Украинском фронтах. 

### Оценка советского командования
Находясь на значительном удалении от своих войск, 1-я Московская дивизия не только избежала окружения, но и выполнила поставленную задачу, задержав противника.
Немцы двигались от Борисова до Орши больше недели, а наступавшая 18-я тд потеряла половину танков.
В упорных боях 1-я Московская дивизия тоже понесла значительные потери. 10 июля её вывели в резерв 20 А к Орше.
11 июля полковнику Якову Крейзеру присвоили звание Героя Советского Союза — «за успешное руководство воинскими соединениями и проявленные личное мужество и героизм». 7 августа он получил воинское звание генерал-майор. 25 августа его назначили командующим 3-й армии Брянского фронта и участвовал в обороне Москвы.
Полковника Лизюкова за оборону Борисова представили к ордену Красного Знамени. Однако представление было пересмотрено, и после боёв под Смоленском он был удостоен звания Героя Советского Союза за участие в обороне Соловьёвской переправы.
Совинформбюро в вечерней сводке 21 июля сообщало: 
Среди захваченных нашими частями документов имеется приказ командира 18 тд генерал-майора Неринга. Этот приказ гласит: «Потери снаряжением, оружием и машинами необычайно велики и значительно превышают захваченные трофеи. Это положение нетерпимо, иначе мы напобеждаемся до своей собственной гибели».